# Smeg
Smalterie Metallurgiche Emiliane Gustalla (forkortes Smeg) er en italiensk hvidevareproducent, der blev etableret af Vittorio Bertazzoni i 1948 i landsbyen Guastalla i Italien. Firmaet er stadig ejet af familien Bertazzoni, med Roberto Bertazzoni som nuværende CEO, og har hovedkontor i Guastalla. I samme by er en af fabrikkerne lokaliseret. 
Smegfabrikken producerer ikke kun hvidevarer til private, men sælger også industrimaskiner til tandlægebranchen og restauranter.

## Smeg Hvidevarer
Smeg producerer forskellige hvidevarer. De er bedst kendt for FAB-køleskabene.[kilde mangler] FAB-modellen er en af de mest kende Smegmodeller og blev først lavet til køleskabe, men findes nu også blandt andet indenfor opvaskemaskiner og vaskemaskiner. Stilen er kendt for designet, som kaldes "Retro".
Smeg sælges globalt og har været på det skandinaviske marked længe.[kilde mangler]